# Il viaggio di Yao
Il viaggio di Yao (Yao) è un film del 2018 diretto da Philippe Godeau.

## Trama
Seydou Tall è un attore francese di successo di origine senegalese, separato con un figlio. Invitato a Dakar per ricevere un premio, conosce il giovane Yao che è scappato da casa per conoscerlo. Incuriosito dalla storia del ragazzo, e desideroso di venire in contatto con la realtà del paese dei suoi avi, decide di riaccompagnarlo. Durante il viaggio conosce Gloria, una cantante girovaga proveniente dal Mali che lo abbandona dopo qualche giorno.
Il tempo trascorso solo con Yao lo avvicinerà alla semplicità della vita africana.